# Catherine Mary Stewart
Catherine Mary Stewart, nome artístico de Catherine Mary Nursall, (Alberta, 22 de abril de 1959) é uma atriz e diretora canadense.

## Biografia
Stewart nasceu em 22 de abril de 1959, em Edmonton, Alberta, filha de Mary (Stewart) e John Ralph Nursall, que lecionavam na Universidade de Alberta. Sua mãe era uma assistente de ensino de fisiologia e seu pai um professor de biologia. Ela estudou na Strathcona Composite High School, teve aulas de jazz e depois do colegial mudou-se para Londres a fim de estudar dança e artes cênicas em geral. 

## Carreira

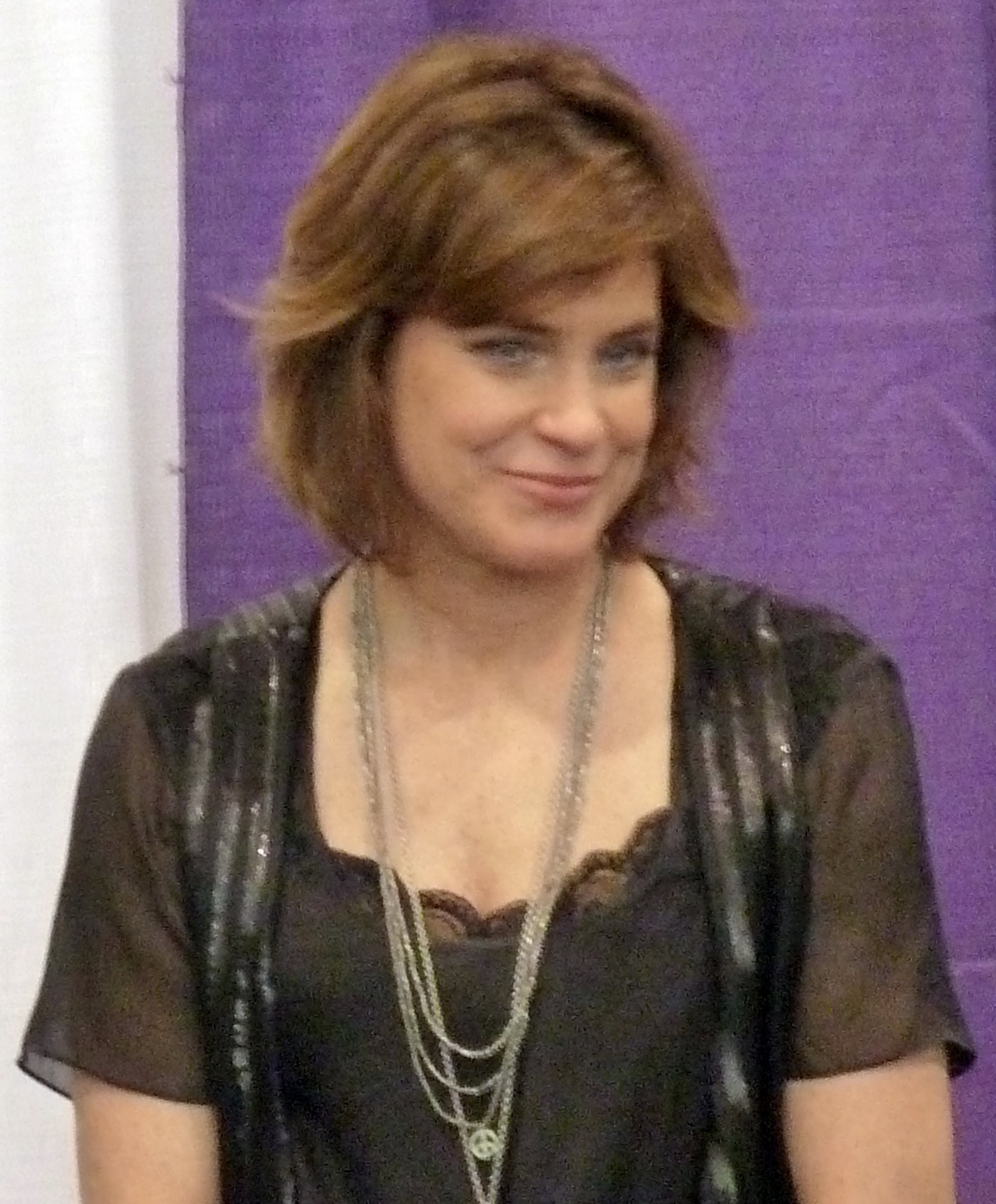
Stewart em 2012.

Em 1980, Catherine Mary Stewart conseguiu um papel em The Apple, um filme cult de ficção científica musical. Durante a produção, o diretor Menahem Golan questionou seu nome original, Mary Nursall, e insistiu que ela o alterasse, o que ela fez usando o nome de solteira de sua mãe.
Depois de se mudar para Los Angeles conseguiu um papel na novela Days of Our Lives, interpretando Kayla Brady, de janeiro de 1982 a dezembro de 1983. Ela também fez testes para projetos como Death of a Centerfold: The Dorothy Stratten Story, concorrendo com Jamie Lee Curtis. Em 1984 estrelou dois filmes de ficção científica, The Last Starfighter, como Maggie Gordon, e Night of the Comet, como Regina Belmont. Mais tarde desempenhou um papel principal na comédia adolescente Mischief. 
Em meados da década de 1980, Stewart apareceu em duas minisséries: Hollywood Wives (1985) e Sins (1986), onde interpretou a versão mais jovem da personagem de Joan Collins. Fez aparições em séries de televisão, como Knight Rider, Hotel, Alfred Hitchcock Presents e The Outer Limits. Estrelou vários filmes feitos para a TV, como Murder by the Book (1987), Passion and Paradise (1989), Perfect Harmony (1991) e Ordeal in the Arctic (1993). Em 1989 apareceu como Gwen Saunders, na comédia Weekend at Bernie's .
A partir de meados da década de 1990 reduziu suas aparições para se dedicar à família. À medida que seus filhos cresciam, voltou a atuar em papéis na televisão e no cinema e expressou interesse em dirigir.  Em 2010 apareceu no filme A Christmas Snow. Em 2016 dirigiu o curta-metragem A Walk to Remember. Ela estrelou os filmes de férias da Hallmark, Rock N 'Roll Christmas, em 2019, e A Christmas Comeback, em 2020. 

## Vida pessoal
Ela é irmã de Alan Nursall, cientista e personalidade da mídia que reporta notícias científicas para a série de TV canadense Daily Planet e para o Discovery Channel. Outro irmão, John Nursall, é escritor freelancer, diretor e produtor de documentários para TV e Cinema. 
Em 1983 casou-se com o ator John Findlater, divorciando-se em 1985. Em 1992 casou-se com Richard Allerton. Ela tem um casal de filhos.

## Filmografia

### Filme
| Ano  | Título                    | Função               | Notas          |
| ---- | ------------------------- | -------------------- | -------------- |
| 1980 | Cabeças de pó             | Belinda              |                |
| 1980 | A maçã                    | Bibi                 |                |
| 1981 | Nighthawks                | vendedora em Londres |                |
| 1982 | The Beach Girls           | A surfista           |                |
| 1984 | The Last Starfighter      | Maggie Gordon        |                |
| 1984 | Noite do cometa           | Regina Belmont       |                |
| 1984 | Terror nos corredores     | Ela própria          |                |
| 1985 | Travessura                | Bunny Miller         |                |
| 1987 | Cenas da mina de ouro     | Debi DiAngelo        |                |
| 1987 | Caras                     | Jessie               |                |
| 1987 | Nightflyers               | Miranda Dorlac       |                |
| 1988 | O mundo ficou selvagem    | Angie                |                |
| 1989 | Riding the Edge           | Maggie Cole          |                |
| 1989 | Weekend at Bernie's       | Gwen Saunders        |                |
| 1991 | O psíquico                | Louro                |                |
| 1991 | Cafe Romeo                | Lia                  |                |
| 1994 | Samurai Cowboy            | Jessie Collins       |                |
| 1995 | Fã numero um              | Holly Newman         |                |
| 1995 | Fora do passado de Annie  | Annie Carver         | Vídeo          |
| 1999 | Dead Silent               | Julia Kerbridge      |                |
| 2000 | Reaper                    | Sonya Lehrman        |                |
| 2007 | A garota da porta ao lado | Sra. Moran           |                |
| 2008 | The Attic                 | Kim Callan           | Vídeo          |
| 2010 | Perry St                  | Elaine               | Curta-metragem |
| 2010 | Estrelas em ascensão      | Sra. Cage            |                |
| 2010 | Uma neve de natal         | Kathleen             |                |
| 2013 | AmeriQua                  | Sra. Edwards         |                |
| 2017 | Garota de imitação        | Sra. Phan            |                |

### Televisão
| Year      | Title                      | Role                    | Notes       |
| --------- | -------------------------- | ----------------------- | ----------- |
| 1982      | Mr. Merlin                 | Daisy Willis            |             |
| 1982-1983 | Days of Our Lives          | Kayla Brady             |             |
| 1983      | Knight Rider               | Lisa Martinson          |             |
| 1983      | A Killer in the Family     | Carol                   |             |
| 1984      | With Intent to Kill        | Lisa Nolen              |             |
| 1985      | Hotel                      | Lynn Valli              |             |
| 1985      | Hollywood Wives            | Angel Hudson            | Minissérie  |
| 1985      | Midas Valley               | Betsy                   |             |
| 1986      | Sins                       | Young Helene Junot      |             |
| 1986      | Annihilator                | Angela Taylor           |             |
| 1987      | Murder by the Book         | Marissa                 |             |
| 1987      | Alfred Hitchcock Presents  | Rachel Jenkins          |             |
| 1989      | Passion and Paradise       | Nancy Oakes             |             |
| 1990      | Project: Tinman            | Naomi                   | Piloto      |
| 1990      | Follow Your Heart          | Katy                    |             |
| 1991      | Perfect Harmony            | Miss Hobbs              |             |
| 1992      | Hearts Are Wild            | Kyle Hubbard            | 3 episódios |
| 1992      | The Witches of Eastwick    | Sukie Ridgemont         |             |
| 1993      | Ordeal in the Arctic       | Captain Wilma De Groot  |             |
| 1993      | The Sea Wolf               | Flaxen Brewster         |             |
| 1996      | The Outer Limits           | Joanne Sharp            |             |
| 2001      | The Outer Limits           | Brooke Miller           |             |
| 2002      | Guiding Light              | Naomi                   | 2 episódios |
| 2007      | My Daughter's Secret       | Detective Marrin        |             |
| 2007      | Sharpshooter               | Amy                     |             |
| 2008      | Dead at 17                 | Holly                   |             |
| 2008      | Generation Gap             | Veronica Statlan        |             |
| 2009      | My Neighbor's Secret       | Detective Neal          |             |
| 2010      | Class                      | Julia Sheffield         |             |
| 2012      | Ghoul                      | Mrs. Elizabeth Graco    |             |
| 2013      | The Husband She Met Online | Detective Eve Millstrom |             |
| 2019      | Rock N' Roll Christmas     | Bonnie Rose             |             |